# 土爾扈特南後旗
土爾扈特南後旗是青海蒙古的一旗，俗稱“角昂扎薩”。元臣翁罕，數傳至博第蘇克，自稱青海土爾扈特台吉之裔。雍正三年授札薩克一等台吉，世襲。佐領三。牧地當碩羅巴顏哈拉山之陽，曰鄂博圖。東至莫古立源，南至袞阿爾台，西至庫克烏松木魯，北至登納吉爾尼。薩爾哈布齊海河，自西來屈曲而南，有哈爾渾舍里小河，舊以為阿爾坦河，自北來會，合而南入黃河。呼呼烏蘇河，在阿爾坦河之西北，源出蘇羅達巴罕，南入黃河。

## 沿革[2]
土爾扈特南後旗札薩克一等台吉游牧。特穆納次子阿玉什，有子拜博，號額爾克濟農。子丹忠，號額爾德尼濟農。雍正元年(1723年)，羅卜藏丹津脅之叛，不從。三年(1725年)。授札薩克一等台吉。乾隆十年(1745年)，卒，子納木錫里策旺襲。十四年(1749年)卒，無嗣。以族弟都勒瑪札布襲。四十七年(1782年)，詔世襲罔替。民國二年晉封輔國公。

## 歷任札薩克[3][4][5][6][7][8][9][10][11][12][13]
| 世代   | 姓名           | 襲爵年份 | 註釋                                                                     |
| ------ | -------------- | -------- | ------------------------------------------------------------------------ |
| 初 封  | 丹忠           |          | 土爾扈特族，扎薩克台吉達爾扎從子。雍正二年授扎薩克一等台吉。乾隆十年卒。 |
| 一次襲 | 納木錫哩策旺   |          | 丹忠長子。乾隆十年襲扎薩克一等台吉。十四年卒。                           |
| 二次襲 | 都勒瑪扎布     |          | 納木錫哩策旺族弟。乾隆十四年襲扎薩克一等台吉。四十七年詔世襲罔替。       |
| 三次襲 | 羅卜藏吹達爾   |          | 都勒瑪扎布長子。嘉慶三年襲。十八年病免                                   |
| 四次襲 | 喇布扎喇木楚克 |          | 羅卜藏吹達爾子。嘉慶十八年襲。                                           |
| 五次襲 | 達闊           |          | 喇布扎喇木楚克族子。光緒元年襲。                                         |
| 六次襲 | 諾爾布         |          | 達闊子。光緒十二年襲。二十三年二月加輔國公銜。                           |
| 七次襲 | 多銳           |          | 光緒二十九年二月襲。                                                     |